# 최후의 망루
최후의 망루(La Bandera, Escape From Yesterday)는 프랑스에서 제작된 줄리앙 뒤비비에르 감독의 1935년 드라마, 멜로/로맨스 영화이다. 아나벨라 등이 주연으로 출연하였다.

## 출연

### 주연
- 아나벨라
- 장 가뱅

### 조연
- 로베르 르 비강
- 레이몬드 에이모스
- 피에르 르누아르
- 가스통 모돗
- 마르고 라이온
- 샤를르 그랑발
- 루이 플로렌시